# San Paolo (Oper)
San Paolo ist eine Oper von Sidney Corbett nach dem Fragment eines Drehbuches von Pier Paolo Pasolini. Die Uraufführung fand am 28. April 2018 im Theater Osnabrück statt, dessen Intendant Ralf Waldschmidt das Libretto in italienischer Sprache verfasst hatte.

## Adaption
Der Komponist Corbett und der Librettist Waldschmidt adaptieren für die Oper die Planungen Pasolinis (1922–1975) zu einem Film über den Heiligen Paulus von Tarsus (San Paolo). Diese Planungen, die posthum nur fragmentarisch erhalten geblieben sind, liefen über viele Jahre und das Projekt war als ein Pendant zu dem von Pasolini realisierten Film Das 1. Evangelium – Matthäus gedacht gewesen, der aus dem Jahr 1964 stammte. In seinem Entwurf eines Drehbuches hat Pasolini die Handlung aus der Zeit des frühen Christentums in das 20. Jahrhundert verlegt.

## Handlung
Die Handlung der Oper besteht insgesamt aus sieben Szenen, in denen Lebensstationen des Paulus gezeigt werden. Einzelne Szene sind wiederum in mehrere Bilder aufgeteilt, sodass bei der Aufführung im Theater Osnabrück eine Drehbühne die Möglichkeit bietet, den Szenen- und Zeitenwechsel dynamisch realisieren zu können. Im Programmheft werden aus dem Neuen Testament jeweils Zeit und Ort jener Ereignisse genannt, die in der Oper im 20. Jahrhundert spielen:
In der Apostelgeschichte (Apg 7 ) kommt es in Jerusalem um 35 n. Chr. zur Steinigung des Stephanus. In der Oper (I. Szene, 2. Bild) wird die Hinrichtung Stefanos im Jahr 1941 in Paris während der deutschen Besatzungszeit vollstreckt. Paolo – hier noch in seiner Identität als Saulus Apg 8,3  und Apg 9,1-2  – hat die Vollstreckung als Christenverfolger beobachtet.
Nach einer dreijährigen Zeit der Bekehrung gelangt Paulus 38 n. Chr. laut Gal 1,13-18  nach Jerusalem. In der Oper verbringt Paolo drei Jahre in der Wüste. Sein Gefährte Barnaba führt ihn im Paris des Jahres 1944 zu den Widerstandskämpfern, die ein Mitwirken des Paolos jedoch ablehnen (Szene III).
Wegen Todesdrohungen flieht Paulus 38 n. Chr. laut Apg 9,29-30  in seine Heimatstadt Tarsus. Er leidet an seiner Vergangenheit, in der die Christen verfolgt hatte. In seinem Elternhaus wird er von Barnabas aufgefordert, mit ihm nach Antiochia zu gehen (Apg 11,25-26 ). In der Oper spielen diese Ereignisse (Szene IV, 1. Bild) im Jahr 1944 in einer europäischen Stadt während des Zweiten Weltkrieges.
Eine Szene spielt in Bonn im Jahr 1952. Auf einer Party erscheint der Protagonist San Paolo. Doch seiner Mission, seinem Gesang über Jesus und dessen Auferstehung schenken die Gäste keine Aufmerksamkeit –, sie wenden sich ab. Auch im Italien der 1970er Jahre kann Paulus mit seiner Mission kein Gehör finden. Als er von Neofaschisten verprügelt wird, eilt ihm kein Mensch zu Hilfe. In einem Zeitenwechsel bis hin zu den 40er Jahren des ersten Jahrhunderts treten die Sänger in einer Szene als Apostel auf, die auf dem Apostelkonzil die Frage diskutieren, ob der christliche Glaube auch zu den Heiden gebracht werden solle. Dieselben Sänger präsentieren sich dann im Jahr 1965 in New York als Hippies und als homosexuelle Personen.

## Uraufführung
Die Uraufführung der Oper im Theater Osnabrück am 28. April 2018 inszenierte Alexander May. Das Bühnenbild einschließlich Videoeinspielungen besorgte Wolf Gutjahr. Die Entwürfe zu den Kostümen stammen von Katharina Weissenborn. Es sangen Jan Friedrich Eggers (Paolo), Daniel Wagner (Stefano / Timoteo), Lina Liu (Una voce), Genadijus Bergorulko (Anania / Barnaba), Klaus Fischer (Un uomo anziano), Rhys Jenkins (Pietro), Susann Vent-Wunderlich (Giovanni detto Marco), José Gallisa (Un secondino), Mario Lee (Un capo) und Jong-Bae Bu (Un commissaro).